# Lepidocephalichthys guntea
Lepidocephalichthys guntea е вид лъчеперка от семейство Cobitidae. Видът не е застрашен от изчезване.

## Разпространение
Разпространен е в Бангладеш, Индия (Аруначал Прадеш, Асам, Бихар, Дарджилинг, Джаркханд, Западна Бенгалия, Манипур, Мегхалая, Мизорам, Нагаланд, Ориса, Пенджаб, Сиким, Трипура, Утар Прадеш, Утаракханд и Химачал Прадеш), Мианмар и Непал.